# Distretto di Katakwi
Il distretto di Katakwi è un distretto dell'Uganda, situato nella Regione orientale.